# Forma Chen Xin Jia Yi Lu
La Xin Jia Yi Lu (nuova intelaiatura, prima forma in lingua cinese) è una forma del taijiquan stile Chen sistematizzata alla fine del XVIII secolo dai maestri Chen Youbeng e Chen Youheng. Oggi sono diverse le forme che hanno il nome di "Xin Jia". Per la gran parte sono un'evoluzione della "Lao Jia" insegnata dal maestro Chen Fake a Pechino negli anni trenta del secolo scorso, innestandovi nuovi movimenti oltre a tecniche di Qinna (leve articolari).
La forma, in quanto rielaborazione della Lao Jia Yi Lu, mette in risalto l'aspetto "morbido" del Taiji Quan, ponendo l'accento sulle cosiddette "quattro direzioni” (Peng, Lu, Ji, An). Per le sue caratteristiche risulta un vero e proprio laboratorio di ricerca e sperimentazione delle energie caratteristiche della disciplina, con particolare riferimento al Chan si gong (energia "del bozzolo di seta"). Presenta, inoltre, tecniche di lotta che, a seconda del livello di pratica e di comprensione della forma, possono diventare da semplici movimenti di autodifesa delle tecniche capaci di procurare lesioni anche gravi.
| Posizione       | Nome in cinese             | Nome in italiano                                          | Movimenti |
| prima sezione   |                            |                                                           |           |
| 1               | Yu bei shi                 | Dare inizio all'Energia                                   |           |
| 2               | Jin gang dao zhui          | Il martello dorato percuote la terra                      |           |
| 3               | Lan zai                    | Sollevare il lembo della veste                            |           |
| 4               | Liu feng si bi             | Sei sigilli e quattro chiusure                            |           |
| 5               | Dan bian                   | La frusta singola                                         |           |
| 6               | Di er jin gang dao zhui    | Il martello dorato percuote per la seconda volta la terra |           |
| 7               | Bai he liang chi           | L'airone bianco spiega le ali                             |           |
| 8               | Xie xing ao bu             | Passo obliquo con torsione                                |           |
| 9               | Lou xi                     | Sfiorare il ginocchio                                     |           |
| seconda sezione |                            |                                                           |           |
| 10              | Qian tang ao bu            | Passo in avanti con torsione                              |           |
| 11              | Di er xie xing ao bu       | Passo obliquo con torsione                                |           |
| 12              | Lou xi                     | Sfiorare il ginocchio                                     |           |
| 13              | Qian tang ao bu            | Passo in avanti con torsione                              |           |
| 14              | Yan shou gong chui         | Muovere le mani e sferrare il pugno                       |           |
| 15              | Di san jin gang dao zhui   | Il martello dorato percuote per la terza volte la terra   |           |
| 16              | Pie shen chui              | Il pugno sopra il corpo                                   |           |
| 17              | Bei zhe kao                | Inclinare il dorso                                        |           |
| 18              | Qing long chu shui         | Il drago blu emerge dall'onda                             |           |
| 19              | Shuang tui shou            | Spingere con entrambe le mani                             |           |
| terza sezione   |                            |                                                           |           |
| 20              | San huan zhang             | Tre cambi di palmo                                        |           |
| 21              | Zhou di chui               | Il pugno sotto il gomito                                  |           |
| 22              | Dao juan gong              | Indietreggiare muovendo le braccia come un mulino         |           |
| 23              | Tui bu ya zhou             | Pressare il gomito                                        |           |
| 24              | Zhong pan                  | Avvitamento al centro                                     |           |
| 25              | Bai he liang chi           | L'airone bianco spiega le ali                             |           |
| 26              | Xie xing ao bu             | Passo obliquo con torsione                                |           |
| 27              | Shan tong bei              | Il lampo attraversa la schiena                            |           |
| 28              | Yan shou gong chui         | Muovere le mani e sferrare il pugno                       |           |
| 29              | Liu feng si bi             | Sei sigilli e quattro chiusure                            |           |
| 30              | Dan bian                   | La frusta singola                                         |           |
| 31              | Yun shou                   | Muovere le mani nelle nuvole                              |           |
| quarta sezione  |                            |                                                           |           |
| 32              | Gao tan ma                 | Accarezzare il cavallo                                    |           |
| 33              | You ca jiao                | Colpire col piede destro                                  |           |
| 34              | Zuo ca jiao                | Colpire col piede sinistro                                |           |
| 35              | Zuo deng yi gen            | Scalciare col tallone sinistro                            |           |
| 36              | Qian lang ao bu            | Passo in avanti con torsione                              |           |
| 37              | Ji di chui                 | Il pugno colpisce il suolo                                |           |
| 38              | Fan shen er qi jaio        | Saltare con entrambi i piedi                              |           |
| 39              | Shou tou shi               |                                                           |           |
| 40              | Xuan feng jiao             | Muovere i piedi come un tornado                           |           |
| 41              | You deng vi gen            | Scalciare col tallone destro                              |           |
| 42              | Yan shou gong chui         | Muovere le mani e sferrare il pugno                       |           |
| 43              | Xiao qin na                | Piccola cattura                                           |           |
| quinta sezione  |                            |                                                           |           |
| 44              | Bao tou tui shan           | Avvolgere la testa e spingere la montagna                 |           |
| 45              | San huan zhang             | Tre cambi di palmo                                        |           |
| 46              | Liu feng si bi             | Sei sigilli e quattro chiusure                            |           |
| 47              | Dan bian                   | La frusta singola                                         |           |
| 48              | Qian zhao                  | Scatto in avanti                                          |           |
| 49              | Hou zhao                   | Scatto all'indietro                                       |           |
| 50              | Ye ma fen zong             | Dividere la criniera del cavallo selvaggio                |           |
| 51              | Liu feng si bi             | Sei sigilli e quattro chiusure                            |           |
| 52              | Dan bian                   | La frusta singola                                         |           |
| 53              | Shuang zheng jiao          | Pestare con entrambi i piedi                              |           |
| sesta sezione   |                            |                                                           |           |
| 54              | Yu nu chuan suo            | La ragazza di giada lavora alla spola                     |           |
| 55              | Lan za yi                  | Sollevare il lembo della veste                            |           |
| 56              | Liu feng si bi             | Sei sigilli e quattro chiusure                            |           |
| 57              | Dan bian                   | La frusta singola                                         |           |
| 58              | Yun shou                   | Muovere le mani nelle nuvole                              |           |
| 59              | Bai jiao die cha           | Colpire il piede e allungarsi giù                         |           |
| 60              | Zou you jin ji du li       | Il gallo dorato sta su una zampa                          |           |
| 61              | Dao juan gong              | Indietreggiare ruotando le braccia                        |           |
| 62              | Tui bu ya zhou             | Pressare il gomito                                        |           |
| 63              | Zhong pan                  | Avvitamento al centro                                     |           |
| 64              | Bai he liang chi           | L'airone bianco spiega le ali                             |           |
| settima sezione |                            |                                                           |           |
| 65              | Xie xing ao bu             | Passo obliquo con torsione                                |           |
| 66              | San tong bei               | Il lampo attraversa la schiena                            |           |
| 67              | Yan shou gong chui         | Muovere le mani e sferrare il pugno                       |           |
| 68              | Liu feng si bi             | Sei sigilli e quattro chiusure                            |           |
| 69              | Dan bian                   | La frusta singola                                         |           |
| 70              | Yun shou                   | Muovere le mani nelle nuvole                              |           |
| 71              | Gao tan ma                 | Accarezzare il cavallo                                    |           |
| 72              | Shi zi bai lian            | Colpo di piede con le mani incrociate                     |           |
| 73              | Zhi dang chui              | Pugno all'inforcatura del corpo                           |           |
| 74              | Bai yuan xian guo          | La scimmia bianca regala il frutto                        |           |
| 75              | Liu feng si bi             | Sei sigilli e quattro chiusure                            |           |
| ottava sezione  |                            |                                                           |           |
| 76              | Dan bian                   | La frusta singola                                         |           |
| 77              | Que di long                | Il drago striscia al suolo                                |           |
| 78              | Shang bu qi xing           | Formare le sette stelle                                   |           |
| 79              | Tui bu kua hu              | Indietreggiare e cavalcare la tigre                       |           |
| 80              | Zhuan shen shuang bai lian | Sfiorare il piede                                         |           |
| 81              | Dang tou pao               | La testa come un cannone                                  |           |
| 82              | Jin gang dao zhui          | Il martello dorato percuote la terra                      |           |
| 83              | Shou shi                   | Chiusura del Taolu                                        |           |